# Alexander Vlahos
Alexander Vlahos, född 30 juli 1988 i Llantrisant, Wales, är en brittisk skådespelare. Han är mest känd för sin roll som Mordred i TV-serien Merlin.

## Biografi
Vlahos är från Llantrisant i Wales, och har walesiska som sitt modersmål. Han studerade skådespeleri på Royal Welsh College of Music & Drama i Cardiff och tog examen år 2009.
Han hade sin första roll i BBC Wales dramat Crash år 2009 som rollen som Dylan. Följande år dök han i såpoperan Doctors i en veckolång storyline med titeln Master Of The Universe, där han spelade huvudrollen Lewis Cutler. Avsnitten blev sedan nominerade till "Best Single Episode" och "Spectacular Scene of the Year" vid den brittiska Soap Awards år 2010.
År 2012 fick han en roll i den femte säsongen av TV-serien Merlin där han hade rollen som den äldre Mordred, en roll som ursprungligen spelas av Asa Butterfield i de första två säsongerna.

## Filmografi
| År        | Titel                          | Roll             | Noteringar               |
| --------- | ------------------------------ | ---------------- | ------------------------ |
| 2009–2010 | Crash                          | Dylan            | 3 avsnitt                |
| 2010      | Doctors                        | Lewis Cutler     | 5 avsnitt                |
| 2010      | All Shook Up!                  | Dafydd Hibbard   |                          |
| 2010      | Pen Talar                      | Iolo             | 3 avsnitt                |
| 2010      | The Indian Doctor              | Tom Evans        | 5 avsnitt                |
| 2010      | Bright Lights                  | Steff            | Kortfilm                 |
| 2011      | The Tower                      | Tom              | TV-film                  |
| 2012      | Merlin                         | Mordred          | 12 avsnitt               |
| 2012      | Truth or Die                   | Luke             | Film                     |
| 2012      | The Confessions of Dorian Gray | Dorian Gray      | Radio-serie, endast röst |
| 2013      | Privates                       | Private Keenan   | 5 avsnitt                |
| 2022–2023 | Sanditon                       | Charles Lockhart | 8 avsnitt                |